# Páramo de Layna
Páramo de Layna este o arie protejată (arie specială de conservare — SAC, sit de importanță comunitară — SCI) din Spania întinsă pe o suprafață de 6.253,48 ha, integral pe uscat.

## Localizare
Centrul sitului Páramo de Layna este situat la coordonatele 41°06′44″N 2°22′05″W / 41.1121°N 2.3681°V.

## Înființare
Situl Páramo de Layna a fost declarat sit de importanță comunitară în august 2000 pentru a proteja 4 specii de animale. Situl a fost protejat și ca arie specială de conservare în septembrie 2015.

## Biodiversitate
Situată în ecoregiunea mediteraneană, aria protejată conține 16 habitate naturale: Pășuni mediteraneene udate de apa mării (Juncetalia maritimi), Păduri iberice de Quercus faginea și Quercus canariensis, Liziere de ierburi înalte hidrofile de câmpie și de nivel montan până la alpin, Lacuri eutrofice naturale cu vegetație de tip Magnopotamion sau Hydrocharition, Salicornia și alte specii anuale care populează regiunile mlăștinoase și nisipoase, Pante stâncoase calcaroase cu vegetație casmofită, Ape puternic oligomezotrofe cu vegetație bentonică cu Chara spp., Păduri de Quercus ilex și Quercus rotundifolia, Vegetație gipsofilă iberică (Gypsophiletalia), Tufărișuri halo-nitrofile (Pegano-Salsoletea), Lande oro-mediteraneene cu formațiuni endemice de grozamă, Pajiști umede mediteraneene cu ierburi înalte de Molinio-Holoschoenion, Pajiști carstice calcaroase sau bazofile, de Alysso-Sedion albi, Păduri endemice cu Juniperus spp., Galerii de Salix alba și de Populus alba, Pseudostepă cu ierburi și specii anuale de Thero-Brachypodietea.
La baza desemnării sitului se află mai multe specii protejate:
- mamifere (3): liliacul mediteranean cu potcoavă (Rhinolophus euryale), liliacul mare cu potcoavă (Rhinolophus ferrumequinum), liliacul mic cu potcoavă (Rhinolophus hipposideros)
- pești (1): Parachondrostoma miegii

Pe lângă speciile protejate, pe teritoriul sitului au mai fost identificate 9 specii de plante, 5 specii de amfibieni, 3 specii de mamifere.